# UGC 4904
UGC 4904 هي مجرة حلزونية ضلعية قزمة من التصنيف (SABdm) تقع في كوكبة الوشق، وتبعد حوالي 77 مليون سنة ضوئية عن الأرض، في 20 أكتوبر/ تشرين الأول لعام 2004 شاهد عالم الفلك الياباني كويتشي إيتاغاكي داخل المجرة مستعر أعظم مخادع، هذا النجم نفسه قد تحول من نجم وولف-رايت إلى نجم متغير أزرق شديد الضياء قبل وقت قصير من مشاهدته كمستعر فوق عظيم SN 2006jc في 11 أكتوبر، 2006.

## الوصلات الخارجية
- UGC 4904 in a سيمباد
- UGC 4904 in NASA's Extragalactic Database
- UGC 4904 على موقع ويكي سكاي: DSS2, SDSS, GALEX, IRAS, Hydrogen α, X-Ray, Astrophoto, Sky Map, Articles and images